# La Grande Danse Macabre
La Grande Danse Macabre (Español: La Gran Danza Macabra) es el séptimo álbum de la banda sueca de black metal Marduk. Fue grabado y mezclado en los estudios The Abyss en diciembre de 2000 y lanzado el 5 de marzo de 2001 a través de Regain Records y Blooddawn Productions. La temática de este álbum es la muerte, así como en Nightwing fue la sangre, y en Panzer Division Marduk fue la guerra, formando así una trilogía de "Sangre, Guerra y Muerte", lo cual es la visión de lo que el black metal representa para la banda. La Grande Danse Macabre es el último álbum en donde partitipa Fredrik Andersson como baterista.

## Temática
En La Grande Danse Macabre el tema central es la muerte. Las letras de las canciones principalmente hacen alusión a este tema, adicionándolo con la temática satánica que la banda ha empleado desde sus inicios.

## Lista de canciones
| N.º | Título                      | Duración |  |
| 1.  | «Ars Moriendi»              | 1:51     |  |
| 2.  | «Azrael»                    | 3:06     |  |
| 3.  | «Pompa Funebris 1660»       | 2:36     |  |
| 4.  | «Obedience unto Death»      | 3:16     |  |
| 5.  | «Bonds of Unholy Matrimony» | 7:03     |  |
| 6.  | «La Grande Danse Macabre»   | 8:11     |  |
| 7.  | «Death Sex Ejaculation»     | 5:11     |  |
| 8.  | «Funeral Bitch»             | 4:58     |  |
| 9.  | «Summers End»               | 4:41     |  |
| 10. | «Jesus Christ... Sodomized» | 4:33     |  |

| Bonus tracks |                                         |          |  |
| N.º          | Título                                  | Duración |  |
| 11.          | «Samhain» (Limited edition bonus track) | 1:29     |  |

## Trivia
- La versión relanzada por Century Media cuenta con una carátula alternativa la cual también se ha imprimido en camisetas.
- El título del álbum significa "El gran baile sombrío" en francés.

## Créditos
- Legion – voz
- Morgan Steinmeyer Håkansson – guitarra
- B. War – bajo
- Fredrik Andersson – batería
- Peter Tägtgren – mezclas